# Annerose Fiedler
Annerose Fiedler (República Democrática Alemana, 5 de septiembre de 1951) fue una atleta alemana especializada en la prueba de 100 m vallas, en la que consiguió ser subcampeona europea en 1974.

## Carrera deportiva
En el Campeonato Europeo de Atletismo de 1974 ganó la medalla de plata en los 100 m vallas, con un tiempo de 12.89 segundos, llegando a meta tras su compatriota Annelie Ehrhardt (oro con 12.66 s) y por delante de la polaca Teresa Nowak (bronce con 12.91 segundos).